# Ruellia lactea
Ruellia lactea là một loài thực vật có hoa trong họ Ô rô. Loài này được Cav. miêu tả khoa học đầu tiên năm 1794.